# Blaumeise 3
Blaumeise 3 war die interne Bezeichnung für das erste Mobilfunktelefon der DDR.
Es wurde 1979 im VEB Funkwerk Köpenick in Berlin, einem Betrieb des VEB Kombinat Nachrichtenelektronik, entwickelt. Grund dafür war ein Auftrag zum Aufbau eines Funknetzes für Sprachtelefonie in Mexiko zur Versorgung von abgelegenen Ortschaften. Es bestand aus fest installierten Telefonen, die über ein Funknetz mit dem eigentlichen Festnetz verbunden wurden.
Das Gerät sendete im URTES-Netz (UHF-Radio-Telefonie-System) und war mit herkömmlicher Impulswählscheibe ausgestattet. Die formelle Bezeichnung des Gerätes lautete UDS 721 U. Es war 10 kg schwer und erzielte eine Reichweite von mehr als 40 km. Die Stasi vergab die interne Kennung Blaumeise 3.
Ein Prototyp ist erhalten und befindet sich heute im privaten Radiotechnik-Museum von Bernd Schmidl in Luckenwalde bei Berlin in Brandenburg.